# Bronisław Horowicz
Bronisław Horowicz (ur. 28 lipca 1910 w Łodzi, zm. 12 lipca 2005 w Paryżu) – polski reżyser operowy, fotografik, aktor i kompozytor.

## Życiorys
Uczył się gry na skrzypcach w Konserwatorium Muzycznym Heleny Kijeńskiej w Łodzi, gry aktorskiej zaś u Konstantego Tatarkiewicza w Łodzi. W 1935 ukończył reżyserię pod kierunkiem Leona Schillera w Państwowym Instytucie Sztuki Teatralnej w Warszawie. Od 1927 był aktorem teatrów warszawskich i prowincjonalnych. Od 1935 grał w Teatrze Polskim w Warszawie. Kompozycją piosenek zajmował się od 1932. Jako kompozytor, autor tekstów i wykonawca współpracował z teatrami rewiowymi: Cyganeria, Stara Banda, Cyrulik Warszawski i Małe Qui Pro Quo. Najbardziej znaną jego piosenką jest „Kiedy będziesz zakochany”.
W 1938 zamieszkał we Francji, gdzie od 1944 współpracował jako reżyser z radiem francuskim. Pracował jako pedagog w Paryżu. W latach 1956–1973 był reżyserem opery w Strasburgu. Wyreżyserował ponad 100 spektakli operowych, m.in. w teatrach: Sarah-Bernhardt w Paryżu, Teatro Massimo w Palermo, La Scali w Mediolanie, San Carlo w Neapolu, la Fenice w Wenecji, Eliseo w Rzymie, La Monnaie w Brukseli, Teatro Regio w Turynie, Teatro Lirico Giuseppe Verdi w Trieście, Teatrze Wielkim w Warszawie, Opéra national du Rhin w Strasburgu. Był dyrektorem artystycznym Opery w Rio de Janeiro (1952). autorem publikacji o teatrze, muzyce i tańcu. Wystawiał swoje prace fotograficzne m.in. w: Théâtre des Champs Élysées (1967), w Maison de l’ORTF (1969).
Należał do Société des auteurs et compositeurs dramatiques, Société des auteurs, compositeurs et éditeurs de musique (Sacem), Towarzystwa Literatów Francuskich, Société civile des auteurs multimédia oraz Towarzystwa Historii Teatru (fr. de la Société d’histoire du théâtre).

### Życie prywatne
Był synem przedsiębiorcy, Maksymiliana Horowicza i Marii z domu Srebrnagóra oraz mężem Suzanne Lempérière.

## Publikacje
- le Théâtre d’opéra, 1946, reedycja 1976,
- Teatr operowy, Warszawa: PIW, 1963,
- Nim przeminie z wiatrem: wspomnienia, Wydawnictwa Artystyczne i Filmowe, 1974,
- Musiques et paroles: souvenirs, Éditions France-Empire, 1979,
- Przystanki sentymentalne-Paryż, album fotograficzny, 1974,
- photographies du livre Se perdre dans Venise, 1986[3].

## Wyróżnienia
- 1966: Prix Italia, Nagroda Radiotelevisione Italiana w kategorii „Literacki lub dramatyczny program z lub bez muzyki”, za Widok Delft (fr. La Vue de Delft) – realizacja,
- 1968: Prix Italia w kategorii „Kompozycja muzyczna ze słowami” za La chronique vraie de la Cantoria de Luca della Robbia – reżyseria[4]
- Krzyż Kawalerski Orderu Odrodzenia Polski[3].